# 楽園 (2019年の映画)
『楽園』（らくえん）は、2019年10月18日に公開の日本映画。監督・脚本は瀬々敬久、主演は綾野剛。吉田修一の短編小説集『犯罪小説集』収録の「青田Y字路」「万屋善次郎」を原作とし、未解決の幼女誘拐事件と同じ場所で12年後に起きた2つの事件を巡り、容疑者と疑われる青年、心に傷を負った少女、限界集落に暮らす男性の人生が交錯していく姿を描くサスペンスドラマ。
第76回ヴェネツィア国際映画祭公式イベント「Focus on Japan」正式出品作品。

## キャスト
中村豪士
演 - 綾野剛、少年期：中野魁星、幼少期：湯川颯
母親の洋子とともにリサイクル品販売をしている青年。12年前、幼女失踪事件が発生したのと同じ場所で発生した少女失踪事件の容疑者として疑われる。
湯川紡
演 - 杉咲花、幼少期：筧礼
12年前に発生した幼女失踪事件の被害者の親友。事件直前まで被害者と一緒にいたため、12年を経た現在も心は傷ついたままである。
野上広呂
演 - 村上虹郎
紡の幼馴染で紡に想いを寄せる青年。
黒塚久子
演 - 片岡礼子
長老の娘。離婚して息子と実家に戻ってきた。限界集落で孤立を深める善次郎の身を案じる。
中村洋子
演 - 黒沢あすか
豪士の母。外国から移住してきておりカタコトの日本語を話す。
田中紀子
演 - 石橋静河
善次郎の妻。故人。
洋子の恋人
演 - モロ師岡
リサイクル業者
演 - 嶋田久作
久子の母
演 - 吉村実子
久子の父
演 - 品川徹
村の長老。善次郎が自分に相談せず助成金の話を役場に聞きに行った事に腹を立て、彼を村八分にする。
藤木朝子
演 - 根岸季衣
藤木五郎の妻。12年前の幼女失踪事件の被害者の祖母。
藤木五郎
演 - 柄本明
12年前の幼女失踪事件の被害者の祖父。
藤木愛華
演 - 堰沢結愛、祷キララ
12年前の幼女失踪事件の被害者。
田中善次郎
演 - 佐藤浩市
限界集落に暮らす養蜂家。助成金の話を役場に聞きに行った事で長老の怒りを買い村八分にされる。それが原因で後に凶悪な事件に手を染めることになる。

## スタッフ
- 原作：吉田修一『犯罪小説集』（角川文庫刊）
- 監督・脚本：瀬々敬久
- 音楽：Joep Beving[1]
- 主題歌：上白石萌音「一縷」（ユニバーサルJ）[7]
  - 作詞・作曲・プロデュース：野田洋次郎
- エグゼクティブプロデューサー：井上伸一郎
- 製作：堀内大示、宮崎伸夫、松井智、楮本昌裕、杉田成道
- 企画：水上繁雄
- プロデューサー：二宮直彦、橋口一成、千綿英久
- アソシエイトプロデューサー：飯田雅裕
- ラインプロデューサー：石渡宏樹
- 撮影：鍋島淳裕
- 照明：かげつよし
- 録音：髙田伸也
- 美術：磯見俊裕
- 装飾：大庭信正
- スクリプター：江口由紀子
- 編集：早野亮
- VFXスーパーバイザー：立石勝
- タイトルデザイン：赤松陽構造
- 音響効果：岡瀬晶彦
- 音楽協力：安川午朗
- スタイリスト：纐纈春樹
- ヘアメイク：リョータ
- 助監督：海野敦
- 制作担当：田辺正樹
- 配給：KADOKAWA
- 制作プロダクション：角川大映スタジオ
- 製作：「楽園」製作委員会（KADOKAWA、朝日新聞社、ハピネット、ユニバーサル ミュージック、日本映画専門チャンネル）